# 中國同性戀史

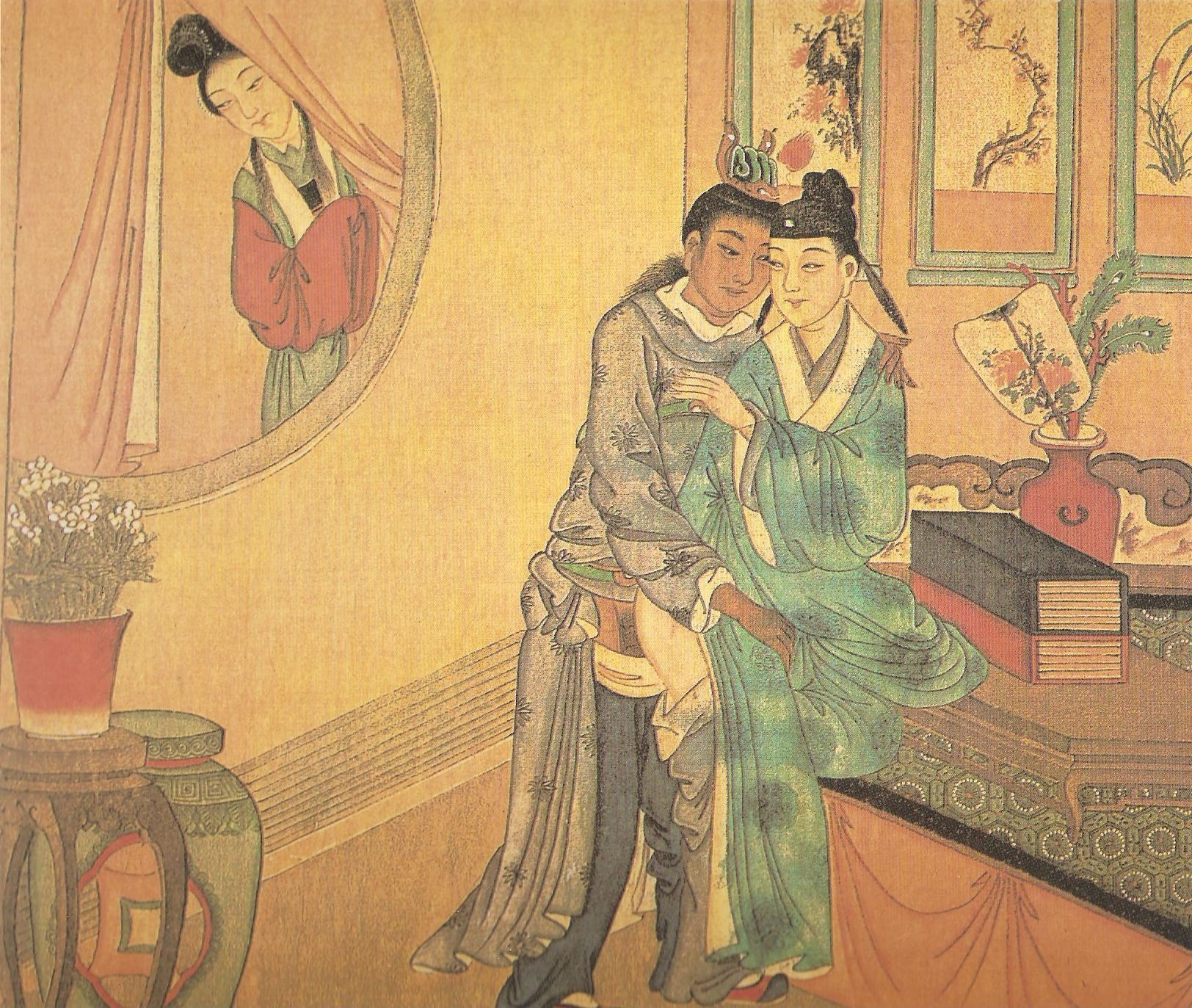
清朝時期的畫作，一名女子正在窺視一對男性情人。

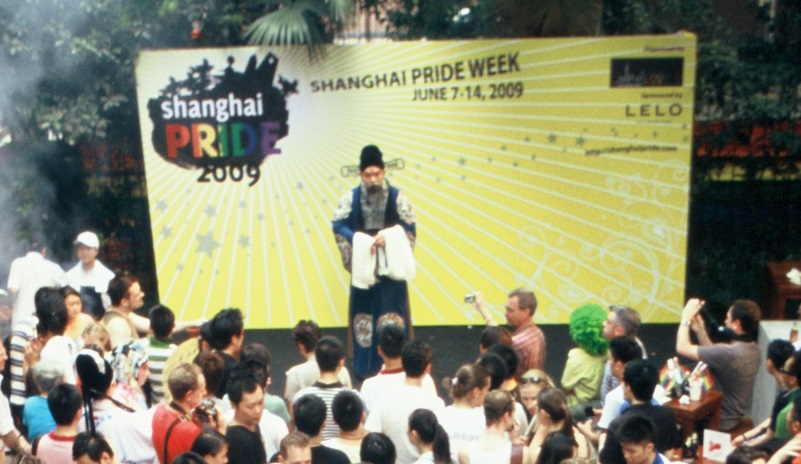
中國大陸地區首次的同志自豪節「上海驕傲周」

中國同性戀史以男子間的情慾而言，自中國很早以來就有所紀錄，稱之為男色或男風。古代中國的史書即傳有「美男破老、美女破舌」的說法，將美男與女色相提並論，用以勸諫君王離美色遠讒言。在春秋戰國時期，弥子瑕與衛君分桃而食、龍陽君向魏王泣魚固寵，及至兩漢時期漢哀帝不忍驚醒董賢断袖而起，這些事蹟不但是當時士人藉以著書立說的事例，亦成為後世常用於詩詞文章的男風典故。
明朝法律嚴禁官員狎妓，清朝狎妓更是严禁的，但狎男优可以通融，官吏可以招伶人陪酒唱曲。著名中國古典小說《紅樓夢》、《金瓶梅》對於當時好男風的現象同樣有所描寫，此外還出版專門敘述男男歡好性事的中篇小說集《宜春香質》、《弁而釵》、《龍陽逸史》，文雅讚美男風情誼的小說《品花宝鉴》。馮夢龍《情史·情外類》選錄了歷代的同性愛情故事，記載的人物上自帝王將相，下至歌伶市民。但相較於男風，中國歷史上關於女性間親密情誼的記載較為隱密少見。大抵而言，古代中國社會對於同性之間的性行為或同性愛，沒有像中古世紀和近代西方社會那樣廣泛而嚴厲的懲罰，對於同性情慾有讚賞之詞，也有非議的言論。
到了民国时期，「同性戀」一詞和圍繞在該詞的醫學理論從歐美引入，當時的中國知識分子受到全面西化思想的影響，逐漸促成對同性戀的社會污名。當時被譯介至中國的西方性學家，包括赫希菲爾德、艾利斯、布洛赫、埃賓、佛洛伊德和卡本特等人。在這些翻譯作品中，不只有病理化的論述，也呈現了卡本特把同性愛當作一種高貴情感的觀點，而在1920年代之後，讚頌同性之愛的論述變得愈來愈弱，負面觀點的論述則佔據了主流地位。
在法律條文上，清政府1903年頒布的《大清刑律草案》、1912年北洋政府的《中華民國暫行新刑律》、1928年南京国民政府的《中華民國刑法》和1979年中央人民政府頒布的《中华人民共和国刑法》都未專門針對同性性行為定罪。儘管無法律明文定罪，在兩岸分治時期，政府對於同性間情慾或性行為的管制手段仍真實存在，中國國民黨政府時以「違警罰法」中的「游蕩無賴或行跡不檢」之條款予以盤查或拘留，中國共產黨政府將之視為「刑法流氓罪」和「治安管理處罰條例」中的「其他流氓行為」，有可能被警察拘留或送處勞教，少數情況下也可能遭到法院判刑，此外也可能受到工作單位各種寬嚴幅度不同的行政處分或批評教育。
1991年，中華民國政府終止動員戡亂廢止「違警罰法」，警察權力逐步限縮。1997年，中華人民共和國政府撤銷了流氓罪，政府的管制才逐步放鬆。2001年，同性戀從中華人民共和國精神醫生組織中華医学会精神病學分會診斷手冊名單中刪除。中華民國政府治下的台灣，在2003年舉辦第一次同志遊行。香港首屆同志遊行為2008年，而遍及華人各地的「同志」一詞，來自於1989年香港導演林奕華所籌辦的首屆香港同志電影節。2009年，中國大陸地區舉辦第一個同志自豪活動：上海驕傲周。由於官方對同性戀採取「不支持、不反對、不提倡」的態度，使得相關議題在中國大陸社會變得有些敏感和邊緣化。
2017年5月24日，司法院大法官判決中華民國政府要保障同性伴侶婚姻自由之平等保護。2019年5月17日，中華民國政府治下的台灣通過保障同性婚姻的法案〈司法院釋字第七四八號解釋施行法〉，並於同年5月24日施行成為亞洲首例。2023年9月5日香港終審法院判決香港特區政府有義務確立替代框架讓同性伴侶關係獲法律承認。
近年來，由於中華人民共和國政府逐漸緊縮言論空間和強化維穩監控體制，LGBT相關的公民活動和社會運動在中國大陸有遭到限縮的趨勢。2020年8月13日，上海驕傲節團隊宣布終止舉辦所有活動。2021年7月6日，多個大學LGBT相關社團的微信公眾號遭關閉。2023年5月15日北同文化宣布停止營運。

## 稱呼
中國歷史上，曾出現下列指稱男子之間，發生情愛或情關係的詞彙：
- 「斷袖」：漢哀帝與董賢共寢，董賢壓住了皇帝的袖子，皇帝不忍驚醒他，斷袖而起[29]。
- 「龍陽」：龍陽君受魏王寵幸，得為王拂枕席，泣魚而固寵[30]。
- 「分桃」（「餘桃」）：彌子瑕得衛靈公寵愛，曾一起分桃而食。後來彌子瑕色衰愛弛，得罪衛君，衛君反以「餘桃」之事責難他[31]。

其他尚有「男風」、「男色」、「兄弟」、「契兄弟」、「左風」、「翰林風」等詞代指，並以「男寵」、「外寵」、「孌童」、「嬖童」、「俊僕」、「小官」、「小唱」、「相公」等詞稱呼賣男色者或受寵愛者。這些詞未必都用來指涉男男之情，像是男色可指女性近男色，俊僕可僅指僕役外貌俊秀而不涉有性關係，小官、小唱、相公僅在某段時期或特定場合涉及男色，有時得分析上下文才能確切判斷這些詞彙的含意:10-19。
至於涉及女子之間，情愛或情欲關係的詞彙，則有「對食」、「行客」、「結客」、「金蘭」、「契相知」。

## 歷史記載
中國古代男風的最早紀錄無從稽考。清朝紀昀《閱微草堂筆記》記載：「雜說稱孌童始黃帝」，《尚書．伊訓》載伊尹對太甲的訓示提及「比頑童」，然而黃帝之說多半出自後人依託，假借其名為各種制度源起。而且《閱微草堂筆記》，主要搜輯當時代前後的各種鬼神狐仙、奇聞軼事等靈異故事，無法當作歷史來源作為參考。尚書伊訓出於梅賾所獻的偽古文篇章，乃後人所偽作，兩者皆難為考證之憑據。
中國最早詩歌總集《詩經》，有些篇章未明確其性別，例如〈褰裳〉〈揚之水〉等章的詞句，後世被少數懷疑可能與男風有關，但現代大多學者，在詞語的研究，分析和結果對此說法有着相反的看法。。康正果認為沒有與詩歌相關的故事、記載可以證明這些詩與男色有關，而主張對於《詩經》是否有涉及同性之戀的問題最好闕疑。类越國舟子對楚國公子鄂君子晳傳以情意的《越人歌》:29。
記載西周初年至春秋時期的史書《逸周書》中，載「美男破老，美女破舌」的說法，將美男與女色並列，或許正反映在春秋戰國的時代，男子同女子一樣，憑美色可受國君寵愛，而開始有「分桃」、「抱背」、「龍陽」、「鄂君繡被」的典故。以下章節列出各朝代同性情慾的歷史記載。

### 帝王男寵
在春秋戰國時代，男子以其美色而非賢才獲國君賞識聽信，曾為當時士子所批評，這些批評所針對的，乃是以美色、面目佼好而受國君重用，對男風本身則少有評論。晏子春秋記載小官羽人，因齊景公面目佼好而窺視。齊景公欲因以下犯上之罪而殺之。但晏子反勸諫景公「拒欲不道，惡愛不祥」，不宜這樣處置。於是景公聽從諫語，安排讓他服侍搓背。左傳也記載公叔務人（魯國太子）與嬖童汪錡一同騎乘作戰，雙雙身亡。孔子說能保家衛國，可照成人禮葬汪錡。
這種「以色見用」的現象，一直持續至兩漢時代。司馬遷在「佞幸列傳」微婉道出這些男子，以美色獲君王寵幸而同卧起，王公貴族因之關說。彌子瑕與衛靈公、龍陽君與魏王、安陵君與楚王、籍孺與漢高祖、韓嫣與漢武帝、张放與漢成帝、董賢與漢哀帝等，都是當時史有明載，為君王所寵幸者。
這些男寵雖因君王而能呼風喚雨，權貴一時，然而伴君如伴虎，稍不如意，便可能遭君王棄置降罪一旁，如同韓非子所告誡的「人主亦有逆鱗」，彌子瑕「行未變於初也，而以前之所以見賢，而後獲罪者，愛憎之變也」。所依附的君王死後，更會因失勢而被處刑、放逐，如同董賢、鄧通的處境。不過也有「以功，能自進」不全靠君王權勢的衛青、霍去病。在兩漢之後，正史對佞幸人物雖仍有立傳，但漸少指稱（或暗示）這些人物與男風有所連繫。
兩漢之後的帝王男寵，散見於史書各類型的傳記之中，如曹肇與魏明帝、慕容沖（西燕开国皇帝）與苻堅（苻秦天王）、韓子高與陳文帝、稱心與李承乾（皇太子）、馬良與明英宗等。這些男寵，有些是身份崇高的將領、官吏、亡國皇子，有些則是地位低微的樂童、太監。
正史也有後宮嬪妃和女性對食的記載。在金史中提到海陵王完顏亮妃為蒲察阿里虎，她有個侍女叫勝哥，阿里虎與其同床共枕，如同夫婦一般。

### 士子男風
據《宋書·五行志》所載，晉武帝咸寧、太康之後，男寵大興，甚于女色，士大夫莫不尚之。阮籍〈詠懷〉第十二、張翰〈周小史〉、吳均〈詠少年〉、劉遵〈繁華應令〉和梁簡文帝〈孌童〉，皆為當時歌詠孌童貌美的詩作。南史也記載，庾信和蕭韶有斷袖之歡。南朝史學家沈約曾作懺悔文，提及自己年少之時，血氣方壯，無論是對女子（淇水、上宮）或男子（分桃、斷袖）的豔遇幽會都稱不上少。
至於男子從事娼妓職業，供人性交易，自唐末便有紀錄。據北宋當時筆記記載，京師有男子為圖衣食，舉體自貨，以前未曾禁止，直至宋徽宗政和年間始立法，告捕男子為娼。皇室南移為南宋之後，江淮一帶也很興盛，會裝扮為女子樣貌，供男性嫖玩。
在明朝（女性）官妓遭禁，士人官吏不得嫖，先前的男性娼妓職業，似便漸漸盛起。從閩、廣、吳、越至燕，皆有聽聞過小唱（歌童）、梨園（戲子）、孌童（僮僕或男娼），憑其才藝或美色，以取悅士人的男寵面貌出現
。雖然這類交游多為一夜尋歡的逢場作戲，但有時也會有意欲結盟立誓，苦苦追求不願分離，情人成眷屬的事蹟。
公安三袁之一的袁中道「分桃斷袖，極難排割，自恨與沈約同病」「因少年縱酒色，致有血疾。見痰中血，五内驚悸，自嘆必死。及至疾愈，漸漸遺忘，縱情肆意，輒復如故。」。蔣瑞藻《小說考證》載嚴嵩之子嚴世蕃熱戀歌童金鳳，“晝非金不食，夜非金不寢”。鄭板橋在《板橋自敍》中公開承認：「余好色，尤喜餘桃口齒，椒風弄兒之戲。」另外，作《祭妹文》的袁枚亦有許多好男風之事蹟。
趙翼《檐曝雜記·卷二·梨園色藝》：「京師梨園中有色藝者，士大夫往往與相狎。庚午、辛未間，慶成班有方俊官，頗韶靚，為吾鄉莊本淳（即莊培因）舍人所昵。本淳旋得大魁。後寶和班有李桂官者，亦波峭可喜。畢秋帆舍人狎之，亦得修撰。故方、李皆有『狀元夫人』之目。」
南京国子监博士臧懋循因 “风流放诞”、“与所欢小史衣红衣，并马出凤台门”而受弹劾罢官归里。對此，汤显祖写作了《送臧晋叔归湖上，时唐仁卿以谈贬，同日出关，并寄屠长卿江外》曰：“君門如水亦如市，直爲風煙能滿紙，長卿曾誤宋東鄰，晉叔詎憐周小史。自古飛簪說俊遊，一官難道減風流？深燈夜雨宜殘局，淺草春風恣蹴球。楊柳花飛還顧渚，箬酒苕魚須判汝。興劇書成舞笑人，狂來畫出挑心女。仍聞賓從日紛紜，會自離披一送君。卻笑唐生同日貶，一時臧穀竟何云。”。
袁枚《隨園詩話》：春江公子，戊午孝廉，貌如美婦人；而性倜儻，與妻不睦，好與少俊游，或同臥起，不知烏之雌雄。嘗賦詩云：「人各有性情，樹各有枝葉；與為無鹽夫，寧作子都妾。」其父中丞公見而怒之。公子又賦詩云：「古聖所制禮，立意何深妙!但有烈女祠，而無貞童廟。」中丞笑曰：「賤子強詞奪理，乃至是耶!」後乙丑入翰林，妻楊氏亡矣。再娶吳氏，貌與相抵，遂歡愛異常。余贈詩云：「安得唐宮針博士，喚來趙國繡郎君。」嘗觀劇於天祿居，有參領某，誤認作伶人而調之，公子笑而避之。人為不平。公子曰：「夫狎我者，愛我也。子獨不見《晏子春秋·諫誅圉人》章乎惜彼非吾偶耳，怒之則俗矣。」參領聞之，踵門謝罪。
鈕琇《觚賸》載姜繡「珠聲圓於鶯咐」，引來了吳生，而吳生「悅其佳唱，橫笛和之。繡凝娣良久，意愜神投，吳攜歸締盟，密於伉儷」，但好景不長，達官十八公橫刀奪愛，將姜郎「婉轉致於門下，分桃斷袖，莫逾其寵，視人間麗妹，皆為贅物」。然而，姜郎始終鍾情於吳生，後十八公晉陞北上，帶走了姜郎。吳生痛不欲生，製鞋十雙，帶上乾糧，徒步人都去找姜郎。露餐風寐三十多天才抵達十八公之第。但「朱閣海深」，難以見到姜郎，吳生索性「手提臥具，夜宿其門」。繡聽說此事，「輒為向隅飲泣」。十八公知情後，「憤憐交至」，奪走繡之衣服罰他裸坐於石，並百般責罵他，然而繡「默無一言，嬌啼而已」。後十八公勉強允許姜繡見吳生一面，兩人得以私逃，有情人終成眷屬。
詩詞大家陳維崧與優伶徐紫雲的戀情，廣為其所結交的文士所知曉。陳維崧的《賀新郎·雲郎合巹為賦此詞》是中國男風文學史上最具文采作品：“六年孤館相偎傍。最難忘，紅蕤枕畔，淚花輕颺。了爾一生花燭事，宛轉婦隨夫唱。只我羅衾渾似鐵，擁桃笙難得紗窗亮。休為我，再惆悵。” 
张岱在《自为墓志铭》曾说：“少为纨子弟，极爱繁华，好精舍，好美婢，好娈童，好鲜衣，好美食，好骏马，好华灯，好烟火，好梨园，好鼓吹，好古董，好花鸟，兼以茶淫橘虐，画蠹诗魔。”张岱在《陶庵梦忆》中的短文《祁止祥癖》表示：
|  | 人无癖不可与交，以其无深情也；人无疵不可与交，以其无真气也。余友祁止祥有书画癖，有蹴鞠癖，有鼓钹癖，有鬼戏癖，有梨园癖。壬午，至南都，止祥出阿宝示余。余谓：“此西方迦陵鸟，何处得来？”阿宝妖冶如蕊女，而娇痴无赖，故作涩勒，不肯着人。如食橄榄，咽涩无畏，而韵在回甘。如吃烟酒，鲠噎无奈，而软同沾醉，初如可厌而过即思之。止祥精音律，咬钉嚼铁，一字百磨，口口亲授，阿宝辈皆能曲通主意。乙酉，南都失守，止祥奔归。遇土贼，刀剑加颈，性命可倾，至宝是宝。丙戍，从监军驻台州。乱民卤掠，止祥囊箧都尽。阿宝沿途唱曲以膳主人。及归半月，又挟之远去。止祥去妻子如脱屣耳，独以娈童崽子为性命，其癖如此。 |

### 軍旅獄友
張獻忠以李二哇為其嬖僮。黄得功將其生擒，笑謂：「聞賊夜卧汝腹上，本鎮亦能撫汝，何不速降？」李二哇絕食而死。
《萬曆野獲編》：又罪囚久繫狴犴（牢獄），稍給朝夕者，必求一人作偶，亦有同類為之講好，送入臨房，與偕臥起。其有他淫者，致相毆訐告，提牢官亦有分剖曲直。嘗見西署郎吏談之甚詳，但不知外方獄中亦有此風否？又西北戍卒（邊境兵卒），貧無夜合之資，每於隊伍中自相配合。其老而無匹者，往往以兩足凹代之，孤苦無聊，計隊出此。
不少太平军将领好男色，例如早期北伐军的主帅李开芳。太平天国嚴格實行男女有別的性別隔離措施，甚至要军士與其眷属分居。可能在這種禮教之防的性压抑氛圍中，促使太平軍“姦小弟”這種境遇性性行為成為軍中默許的風氣。
张德坚《贼情汇纂》云：“奸淫之禁，贼令甚严，……然男子强奸和奸之案则从无犯者，盖贼多无赖恶少，此风最甚，凡见俊美子弟如获至宝，或认为公子，或带为老弟，同居一室，虽有分床之令，更深夜静，其谁察之？况夫比比皆然，互相回护耶？”
佚名《平贼纪略》云：“（贼）掳幼童使装烟吹火，称小拜喜（把戏），有姿色者奸之，或献其酋为假子。”
後期太平軍聽王陈炳文好男色，身畔“有公子数人，傅脂粉，穿艳服”，劣绅汪心耕投其所好，进献娈童吴少溪，陈炳文“一见大喜，蓄为男妾，称以‘大姑娘’，出入卧内”。

### 結親識友
《太平廣記·塚墓》：潘章少有美容儀，時人競慕之。楚國王仲先，聞其美名，故來求為友，章許之。因願同學，一見相愛，情若夫婦，便同衾共枕，交好無已。後同死，而家人 哀之，因合葬於羅浮山。冢上忽生一樹，柯條枝葉，無不相抱。時人異之，號為共枕樹。
《說苑· 善說》：越人擁楫而歌，歌辭曰：『濫兮抃草濫予昌枑澤予昌州州𩜱州焉乎秦胥胥縵予乎昭澶秦踰滲惿隨河湖。』鄂君子皙曰：『吾不知越歌，子試為我楚說之。』於是乃召越譯，乃楚說之曰：『今夕何夕搴中洲流，今日何日兮，得與王子同舟。蒙羞被好兮，不訾詬恥，心幾頑而不絕兮，知得王子。山有木兮木有枝，心說君兮君不知。』於是鄂君子皙乃㩉脩袂，行而擁之，舉繡被而覆之。
《黃玄龍小品》：萬曆癸卯，豫章有二少年，俱可弱冠，為小賈建平市中，情昵甚篤。私念父兄驅使不常，恐當乖離，又各將授室，不得朝暮同寢處，恩好或疏。因盟于祠山神，複述本懷，書赫蹄粘逆旅壁上貽父兄，遂以繩約束，投郎水中死。時邑令張西銘，山西寧武人，親往驗視，命同棺埋焉。
《耳談》又說:「一市兒，色慕兵子而無地與狎。兵子夜司直通州倉。凡司直出入門者,必籍記之甚嚴。市兒因代未到者名,入與狎。其夜月明,復有一美者玩月。市兒語兵子曰:『吾姑往調之。』兵子曰『可』往而美者大怒,蓋百夫長之子也。語鬥不已。市兒遂毆美者死,棄屍井中。兵子曰:『君為我至,義不可忘。我當代坐。』死囚二年,食皆自市兒所饋,後忽不繼,為私期招之,又不至,恚恨久之,訴於司刑者。司刑出兵子入市兒。逾年行刑。兵子復曰:『渠雖負義,非我初心,我終不令渠獨死。』亦觸木死屍旁。」
張吉是福建人，少年時有一總角友，形影相隨，恩愛非常。後友夭殂，吉遂依棺而居，每食必旁設杯箸，十餘年不離如一日。屋主訟其佔屋不遷，官判遷居。吉不得已，只得將契友的屍骨下葬。號泣終夜，自縊墓門。有人就此感嘆道：「古來愚忠愚孝，每出於至微極陋之人，良有以也。」

### 鬼魅交遊
邢大是直隸人，孤貧而貌美，17歲時投靠富人洪大。洪令其蓄髮穿耳，扮作婦人，對外謊稱其妹。後又「嫁」給同里劉六為妻，百般迷惑之下，劉六甘之。忽又聲言有狐仙附體，便在鄉間為人看香治病。事發，於嘉慶十二年(1807)被官府以「師巫假降邪神煽惑人民」處絞刑。
《獪園志異·卷十一·狐妖八》：「癸丑春，杭州貓兒橋有一雄狐，每日至晚變為美少年，迷惑往來淫夫，有獨行者便隨之去。杭人多好外，見輒引歸。淫狎日漸，尪瘠成病，乃知狐祟所為。」
《獪園志異》記載吳郡士人召乩仙署名「黃花舍人」，眾人求下壇詩，乩仙王花舍以生前情人黃遇春所贈小曲答之
《隨園詩話》提及有首「白生歌」，詩中歌詠化身美男子的蛇精白生，與錢孝廉親狎，偕行不離。後受誅殺，白生求錢孝廉以玉瓶裝骨，言百年後，可還原身。
《情史》記載「五郎神」引誘江漢、張二子兩名男子，與之為歡。另一則故事記載秀才呂子敬聽從亡魂汪度指點，求天師治以符祝，從五通神處，取回其愛人韋國秀之魂，最終三人相好，游江以南，爾後「化去為仙」。

## 近代同志運動

### 中國大陸
2021年7月6日晚，清华大学、北京大学、复旦大学、中国人民大学等多个高校的LGBT学生社团或兴趣小组所属的微信公众号被微信停止使用，所有内容均被屏蔽，其账号名称也变为“未命名公众号”。
2023年5月15日，国际不再恐同日前两天，中国国内最大的LGBTQ非政府组织“北同文化”宣布“因不可抗力”停止运营，公众普遍认为所谓“不可抗力”指的是中国政府。

## 延伸閱讀
- Bret Hinsch. . The University of California Press. 1990. ISBN 9780520078697.
- 小明雄. . 粉紅三角出版社. 1997. ISBN 9789628516018.
- 張杰. . 雲南人民出版社. 2008. ISBN 9787222053403.
- 張杰. . 天津古籍出版社. 2013. ISBN 9787552800890.
- 矛鋒. . 笙易. 2000. ISBN 9789579758987.
- 施曄. . 上海人民出版社. 2008. ISBN 9787208080966.
- 李銀河. . 內蒙古大學. 2009. ISBN 9787811157437.
- 桑梓蘭.  [Female Same-Sex Desire in Modern China]. 國立臺灣大學出版中心. 2014. ISBN 9789863500384.
- 許維賢. . 遠流出版. 2015. ISBN 9789868794405.
- 魏濁安（Giovanni Vitiello）.  [The Libertine’s Friend: Homosexuality and Masculinity in Late Imperial China]. 時報出版. 2022. ISBN 9786263358171.
- 蘇成捷（Matthew H. Sommer）.  [Sex, Law, and Society in Late Imperial China]. 華藝學術. 2022. ISBN 9789864371952.

## 外部連結
- 風俗與法律： 十七世紀中國的男風與男風論述（页面存档备份，存于）
- 情慾、身份與法律：十八世紀中國社會中的雞姦犯罪
- 契兄、契弟、契友、契父、契子（页面存档备份，存于）
- 中國同志簡史[永久]
- China - glbtq（页面存档备份，存于）
- 阮芳賦／中國歷史上的同性戀（页面存档备份，存于）
- 中國歷史文獻中的男性同性戀（页面存档备份，存于）
- 中國古代女同性戀的發展歷史
- 自由亞洲電台 - 中國同性戀現狀調查（页面存档备份，存于）
- 中国男女同性恋、双性恋和跨性别群体的法律地位和法律狀態（页面存档备份，存于）
- 为中国同/双性恋及跨性别雇员 创造共融工作环境[永久]
- 聯合國「亞洲同志」項目中國國別報告（页面存档备份，存于）
- 中國性少數群體生存狀況 - 基於性傾向，性別認同和性別表達的社會態度調查報告（页面存档备份，存于）